# یک شب گردش
یک شب گردش (انگلیسی: A Night Out) فیلمی به کارگردانی چارلی چاپلین است که در سال ۱۹۱۵ منتشر شد. از بازیگران آن می‌توان به چارلی چاپلین، بن ترپین، ادنا پرواینس، لئو وایت و باد جیمیسون اشاره کرد.